# Théodore Akimenko
 (février 2016).
Si vous disposez d'ouvrages ou d'articles de référence ou si vous connaissez des sites web de qualité traitant du thème abordé ici, merci de compléter l'article en donnant les références utiles à sa vérifiabilité et en les liant à la section « Notes et références ».
Théodore Akimenko (ou Fiodor Stepanovitch Iakimenko, en russe : Фёдор Степанович Акименко et en ukrainien : Федір Степанович Якименко), né le 8 février 1876 (20 février dans le calendrier grégorien) à Kharkov dans le gouvernement de Kharkov dans l'Empire russe, et mort le 3 janvier 1945 à Paris, est un pianiste musicologue et compositeur ukrainien.

## Biographie
Théodore Akimenko est le fils de Stéphane Akimenko et de Nathalie Katchetova. Il est le frère aîné de Yakov Yakimenko (Jakob Akimenko) également compositeur, dont le pseudonyme est Yakiv Stepovy (en).
À l'âge de neuf ans, Théodore Akimenko intègre la Chapelle Royale de Saint-Pétersbourg. Il y est élève de Nikolai Rimsky-Korsakov et Mily Balakirev. En 1895, il entre en classe de composition au Conservatoire Supérieur de Saint-Pétersbourg.
Après une courte période où Akimenko dirige le conservatoire de Tiflis (1901-1902), il retourne à Saint-Pétersbourg. Puis, en 1903, il est invité à diriger le chœur de l'église russe de Nice.
De 1903 à 1906, Akimenko vit en France avant de retourner à Kharkov. De 1903 à 1914, il enseigne au Conservatoire de Saint-Pétersbourg. Il y fut également l'un des premiers professeurs de composition d'Igor Stravinsky.
Fuyant la révolution russe, Théodore Akimenko passe brièvement en France en 1924, avant d'émigrer cette même année à Prague. Il dirige la faculté de musique à l'Institut pédagogique ukrainien de Mykhaïlo Drahomanov jusqu'en 1926. En 1925, Akimenko publie à Prague son Cours pratique d'harmonie musicale.
Le compositeur passe les dix-neuf dernières années de sa vie en France, entre Paris et Nice.
Le 28 décembre 1944, Akimenko est victime d'un infarctus sur la place Saint-Michel à Paris. Il meurt le 3 janvier 1945 à l'Hôtel Dieu.
Il est inhumé à Paris au cimetière des Batignolles (29e division).

## Œuvres

### Musique de chambre
- 2 Morceaux pour violon et piano, Op. 9
- Éclogue en fa mineur pour cor anglais (ou alto, ou violon) et piano, Op. 12 (1900)
- Romance en mi mineur pour alto et piano, Op. 13 (1902)
- Idylle pour flûte et piano, Op. 14
- Berceuse pour piano, Op. 15
- Au coin du feu pour piano, Op. 28
- 2 Esquisses fantastiques pour piano, Op. 33
- Trois pièces pour violon et piano Op. 31 (vers 1909, la deuxième pièce ayant été perdue[2])
- Sonate pour violon et piano n° 1, Op. 32 (1907)
- Sonate pour violon et piano n° 2, Op. 38b (1911)
- Pièces pour piano seul

### Musique orchestrale
- Poème lyrique pour orchestre (1903)
- Nocturne pour cordes en ré majeur (1910)
- Ange, poème-nocturne pour orchestre (1912)